# Serra do Bongá
A Serra do Bongá é uma elevação do planalto Brasileiro localizada no sertão do estado da Paraíba. A serra é um prolongamento da Chapada do Araripe, e em sua fralda sul situam-se as cabeceiras do rio Piranhas, enquanto que na norte as do rio Piancó.
Bongá é cortada pela rodovia PB-400, que liga Monte Horebe a São José de Piranhas.